# John Leadley Dagg
John Leadley Dagg (1794–1884), né dans le comté de Loudoun en Virginie, est un pasteur et un théologien chrétien baptiste américain, membre de la Southern Baptist Convention.

## Biographie
Il a une éducation limitée, une cécité presque totale et une infirmité physique. 

### Ministère
Il est devenu pasteur à la Fifth Baptist Church de Philadelphie en 1817. Puis, il est devenu éducateur en Alabama et le président de l'Université de Mercer en Géorgie. 
En 1857, il publie Manuel de Théologie sur la théologie systématique avec l'appui de la Southern Baptist Convention.
Il mourut en juin 1884.